# Emilia-Romagna Open
Emilia-Romagna Open, oficiálně Emilia-Romagna Tennis Cup (muži) a Parma Ladies Open (ženy), je profesionální tenisový turnaj v Itálii. Muži hrají v Sassuolu a ženy v Parmě, metropoli stejnojmenné provincie v oblasti Emilia-Romagna. Na okruhy ATP Tour 2021 a WTA Tour 2021 byl zařazen dodatečně pod názvem Emilia-Romagna Open v souvislosti s koronavirovou pandemií a jednotýdenním odkladem French Open. Do vzniklého okna kalendáře byl zařazen s bělehradskými Serbia Open a Belgrade Open. V roce 2022 zůstal v nejvyšší úrovni tenisu jen zářijový ženský turnaj, zatímco se muži vrátili k challengeru Internazionali di Tennis Emilia Romagna hranému od roku 2019. V roce 2023 pak i ženská polovina klesla do série WTA 125.
Ženská událost se v rámci okruhu WTA Tour konala do roku 2022 v kategorii WTA 250 a poté byla přeřazena do střední úrovně, okruhu WTA 125. Jejím dějištěm se stal městský Tennis Club Parma s antukovými kurty. Mužská část na ATP Tour patřila do kategorie ATP Tour 250. Proběhla na antukových dvorcích Tennis Clubu President v Montechiarugolu, ležícím přibližně 13 km jihovýchodně od Parmy. Ve druhé polovině května 2021 byly parmský a bělehradské turnaje hrány jako závěrečná příprava na pařížský grandslam French Open.
Turnaj organizuje společnost MEF tennis events, promotérská agentura pořádající tenisové turnaje v Itálii, která již v roce 2019 uspořádala úvodní ročník challengeru Internazionali di Tennis Emilia Romagna. Do dvouher nastupuje třicet dva singlistů a čtyřher se účastní šestnáct párů.

## Vývoj názvu turnaje
Ženy
- 2021: Emilia-Romagna Open
- od 2022:  Parma Ladies Open[2]

## Přehled finále

### Mužská dvouhra
| Rok  | vítěz            | finalista            | výsledek                  |
| ---- | ---------------- | -------------------- | ------------------------- |
| 2019 | Tommy Robredo    | Federico Gaio        | 7–6(12–10), 5–7, 7–6(8–6) |
| 2020 | Frances Tiafoe   | Salvatore Caruso     | 6–3, 3–6, 6–4             |
| 2021 | Sebastian Korda  | Marco Cecchinato     | 6–2, 6–4                  |
| 2022 | Borna Ćorić      | Elias Ymer           | 7–6(7–4), 6–0             |
| 2023 | Alexandre Müller | Francesco Maestrelli | 6–1, 6–4                  |
| 2024 | Jesper de Jong   | Daniel Altmaier      | 7–6(7–5), 6–1             |
| 2025 | Carlos Taberner  | Dušan Lajović        | 7–6(7–1), 6–2             |

### Ženská dvouhra
| Rok  | vítězka                   | finalistka                | výsledek      |
| ---- | ------------------------- | ------------------------- | ------------- |
| 2021 | Coco Gauffová             | Wang Čchiang              | 6–1, 6–3      |
| 2022 | Majar Šarífová            | Maria Sakkariová          | 7–5, 6–3      |
| 2023 | Ana Bogdanová             | Anna Karolína Schmiedlová | 7–5, 6–1      |
| 2024 | Anna Karolína Schmiedlová | Majar Šarífová            | 7–5, 2–6, 6–4 |
| 2025 | Majar Šarífová (2)        | Victoria Mboková          | 6–4, 6–4      |

### Mužská čtyřhra
| Rok  | vítězové                                    | finalisté                           | výsledek              |
| ---- | ------------------------------------------- | ----------------------------------- | --------------------- |
| 2019 | Laurynas Grigelis Andrea Pellegrino         | Ariel Behar Gonzalo Escobar         | 1–6, 6–3, [10–7]      |
| 2020 | Marcelo Arévalo Tomislav Brkić              | Ariel Behar Gonzalo Escobar         | 6–4, 6–4              |
| 2021 | Simone Bolelli Máximo González              | Oliver Marach Ajsám Kúreší          | 6–3, 6–3              |
| 2022 | Luciano Darderi Fernando Romboli            | Denys Molčanov Igor Zelenay         | 6–2, 6–3              |
| 2023 | Jonathan Eysseric Miguel Ángel Reyes-Varela | Luca Margaroli Ramkumar Ramanathan  | 6–2, 6–3              |
| 2024 | Marco Bortolotti Matthew Romios             | Ryan Seggerman Patrik Trhac         | 7–6(9–7), 2–6, [11–9] |
| 2025 | Matthew Romios Ryan Seggerman               | Alexander Erler Constantin Frantzen | 7–6(7–4), 3–6, [10–7] |

### Ženská čtyřhra
| Rok  | vítězky                                | finalistky                                   | výsledek         |
| ---- | -------------------------------------- | -------------------------------------------- | ---------------- |
| 2021 | Coco Gauffová Caty McNallyová          | Darija Juraková Andreja Klepačová            | 6–3, 6–2         |
| 2022 | Anastasia Dețiuc Miriam Kolodziejová   | Arantxa Rusová Tamara Zidanšeková            | 1–6, 6–3, [10–8] |
| 2023 | Dalila Jakupovićová Irina Chromačovová | Anna Bondárová Kimberley Zimmermannová       | 6–2, 6–3         |
| 2024 | Anna Danilinová Irina Chromačovová (2) | Ingrid Gamarra Martinsová Elixane Lechemiová | 6–1, 6–2         |
| 2025 | Jesika Malečková Miriam Škoch          | Sabrina Santamariová Tchang Čchien-chuej     | 6–2, 6–0         |